# 明科消防署

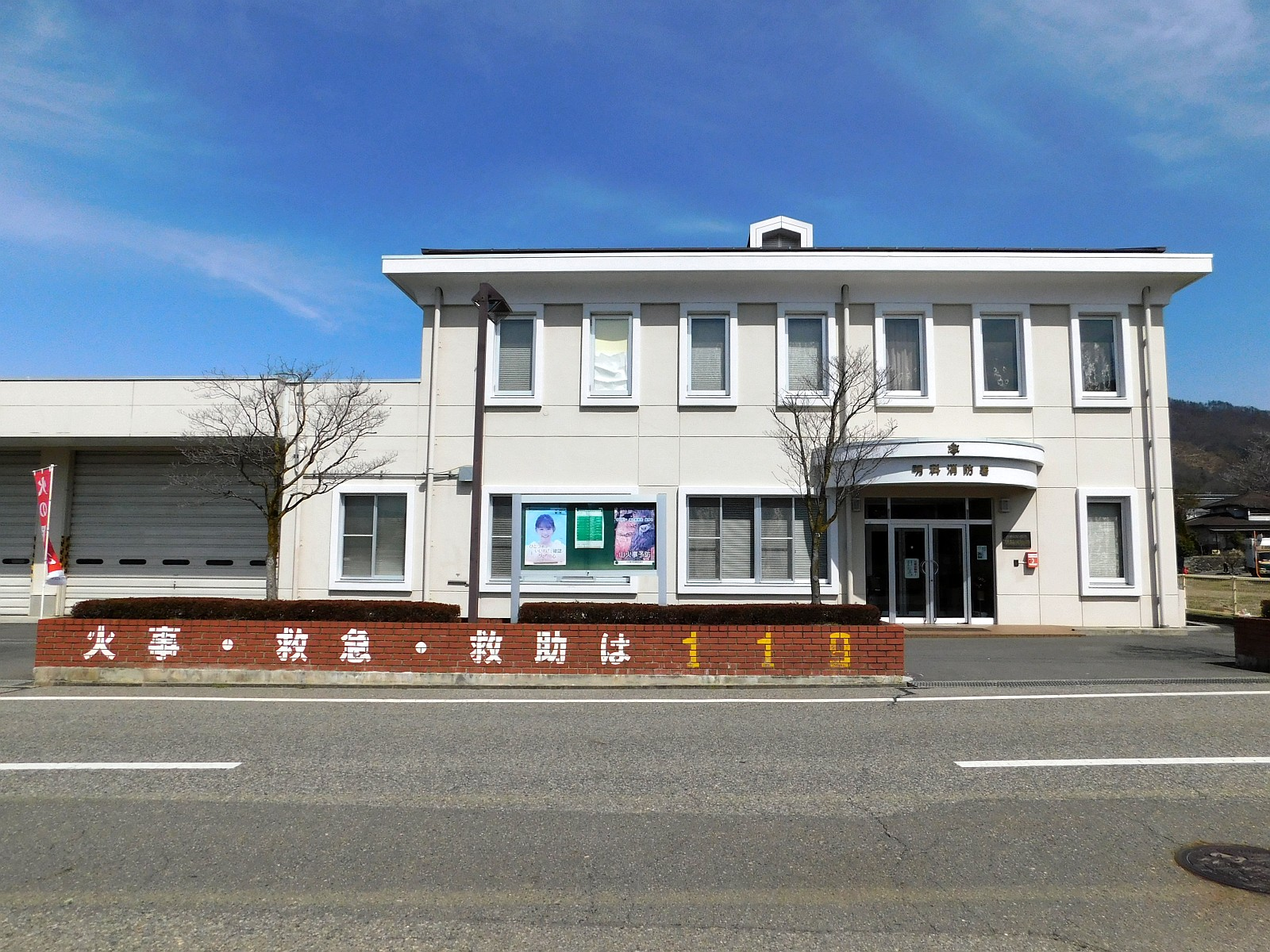
明科消防署の庁舎

明科消防署（あかしなしょうぼうしょ）は長野県安曇野市にある松本広域消防局が管轄する消防署である。

## 沿革
- 1992年（平成4年）7月 - 明科消防署新築起工式
- 1993年（平成5年）4月 - 松本広域消防局発足

## 所在地
- 安曇野市明科東川手271-4

## 職員数
- 20人

## 消防車両
- 消防ポンプ自動車
- 水槽付消防ポンプ自動車
- 高規格救急車
- 指揮広報車
- オフロードバイク
- 二輪車

## 管轄地域
安曇野市明科東川手、明科中川手、明科光、明科七貴及び明科南陸郷　松本市反町、刈谷原町、七嵐、赤怒田、殿野入、金山町、保福寺町、中川、穴沢、取出、板場、会田及び五常　生坂村